# Carlos Oquendo
Carlos Mario Oquendo Zabala (16 novembre 1987) è un ciclista di BMX colombiano.

## Palmarès

### Olimpiadi
- 1 medaglia:
  - 1 bronzo (Londra 2012 nel BMX)